# Генерал-Адмирал (крейсер)
«Генерал-Адмирал» — броненосный крейсер (полуброненосный фрегат) Русского императорского флота Вооружённых сил Российской империи.
Позже имел наименования «Нарова» (с 1909 года) и «25 Октября» (с 1924 года).

## История
Первый в мире океанский броненосный крейсер. Построен по проекту А. А. Попова и корабельных инженеров И. Дмитриева и Н. Кутейникова на судоверфи Завод Семянникова и Полетики (в литературе встречается также ошибочное утверждение о том, что корабль строило Охтенское адмиралтейство). Строителем корабля был английский корабельный мастер Бейн, в 1873 году после его смерти, строителем стал русский мастер П. А. Титов. Наблюдение за постройкой осуществлял корабельный инженер капитан Н. А. Субботин.
В 1892 году проходил капитальный ремонт.
В 1906 году переклассифицирован  в учебный корабль. 12 октября 1909 года ввиду физического и морального износа переклассифицирован  в минный заградитель и переименован в «Нарову».
В 1914—1918 годах в ходе первой мировой и гражданской войн участвовал в минных постановках. 25 октября 1917 года вошёл в состав Красного Балтийского флота. 12 апреля 1918 года оставлен в Гельсингфорсе и интернирован германскими войсками. 14 мая 1918 года по условиям Брестского мирного договора перешёл в Кронштадт.
В 1924 году переименован в «25 Октября». В качестве плавучей базы участвовал в Великой Отечественной войне. Исключён из списков флота 28 июля 1944 года, встал на прикол в Угольной гавани, позже затонул. Разобран на металл в 1953 году.

## Командиры крейсера
- 08.05.1873 — ??.??.1876 капитан 2-го ранга (с 1875 года капитан 1-го ранга) Брылкин, Владимир Николаевич
- ??.??.1877—??.??.1881 капитан 1-го ранга В. Ф. Серков
- 30.08.1883—01.01.1886 капитан 1-го ранга С. П. Тыртов
- 24.02.1886—07.03.1888 капитан 1-го ранга М. М. Дубровин
- 01.01.1889—01.01.1890 капитан 1-го ранга Н. Н. Ломен
- 01.01.1890—15.04.1891 капитан 1-го ранга А. К. Деливрон[3]
- 05.04.1892 — 12.07.1893 — капитан 1-го ранга Безобразов, Пётр Алексеевич
- 01.05.1895[4] — 26.01.1898[5] — капитан 1-го ранга Плаксин, Арсений Петрович
- 26.01.1898[5] — 06.12.1899 — капитан 1-го ранга Беклемишев, Николай Александрович
- 06.12.1899 — 24.08.1900 — капитан 1-го ранга Озеров, Мануил Васильевич
- 24.08.1900 — хх.хх.1901 — капитан 1-го ранга Мордовин, Михаил Александрович
- 20.09.1902 — 19.04.1904 — капитан 1-го ранга Юнг, Николай Викторович
- 19.04.1904 — ??.??.1905 — капитан 1-го ранга Цывинский, Генрих Фаддеевич
- 26.08.1905—18.09.1905 капитан 2-го ранга С. Ф. Васильковский
- ??.??.1907—??.??.1907 капитан 2-го ранга Г. П. Пекарский
- ??.??.19??—??.??.19?? капитан 1-го ранга Е. К. Крафт
- 02.10.1913—??.05.1915 капитан 2-го ранга М. И. Никольский
- ??.05.1915—??.08.1915 капитан 2-го ранга С. Н. Власьев
- ??.12.1934—??.12.1936 А. Д. Виноградов